# Níhov
Níhov je obec v okrese Brno-venkov v Jihomoravském kraji. Rozkládá se v Křižanovské vrchovině, přibližně 12 kilometrů západně od Tišnova. Žije zde 250 obyvatel.

## Geografie

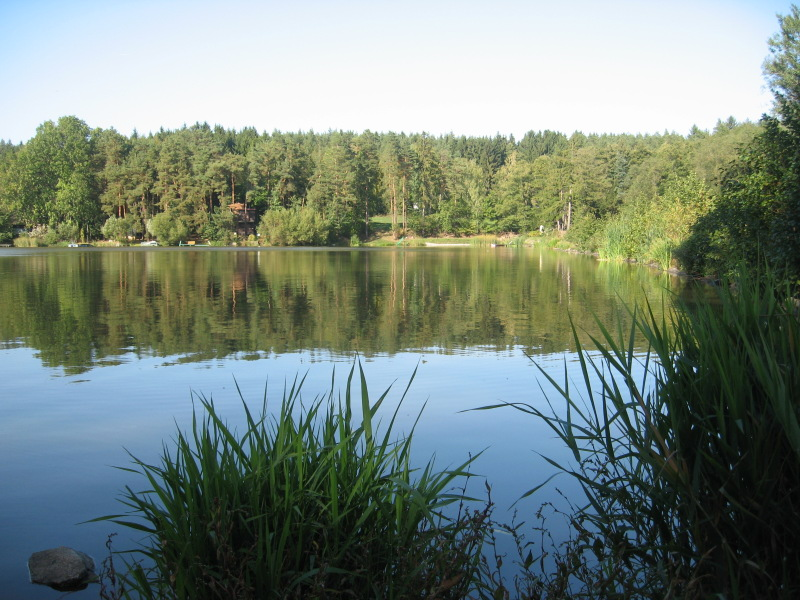
Rybník Bařina

Obec leží na východním úpatí Českomoravské vrchoviny, asi 10 km severně od Velké Bíteše, kde je přivaděč k dálnici D1 Praha–Brno. V blízkosti protéká potok Halda a nalézá se zde několik rybníků, z nichž největší je Bařina a další např. Halda a Tomkův.

## Název
Název vesnice (v nejstarších dokladech Niehov) byl odvozen od osobního jména Nieh, což byla domácká podoba jména Něhoslav nebo Něžata. Význam místního jména byl „Niehův majetek“. Provedení pravidelné hláskové změny ie > í (Níhov) poprvé doloženo 1366.

## Historie
První písemná zmínka o obci pochází z roku 1349.
Původně ves, ležící severovýchodně od Velké Bíteše v nadmořské výšce asi 470 m, patřila již počátkem 14. století k osovskému panství. V roce 1365 prodal ji Jindřich z Osové Janu staršímu z Meziříčí, od meziříčských se dostala přes Lacka z Kravař na druhou linii pánů z Lomnice a s nimi k Náměšti, kde byla až do zrušení poddanství v roce 1848. Současně, zvláště pak v letech 1412–1470 , existoval vladycký rod pánů z Níhova, který měl majetek jak ve vsi samé, tak např. i v Rozseči, Vidoníně nebo Osové Bítýšce. Robotou byli osadníci povinni své vrchnosti, desátky odevzdávali i vrchnosti církevní – faráři ve Březí – kam Níhov patřil.
Velmi zajímavá je historie vzniku níhovské školy: s vyučováním bylo započato v roce 1822, první učitel byl Josef Vokůrka, tkadlec a námezdní dělník, který se v uvedeném roce přistěhoval. Původně bylo vyučováno „po domech“ , pak v bytě učitele v čp. 8, později byla tato privátní škola přeložena do chaloupky u čp. 3. Teprve v padesátých letech 19. století bylo za prvního skutečného učitele Jana Kouřila započato se stavbou takzvané staré školní budovy, která nesloužila dlouho, byla obcí prodána Josefu Hamříkovi a místo ní byla postavena budova nová, která s různými úpravami sloužila až do roku 1978, kdy byla škola v Níhově pro malý počet dětí uzavřena. Za léta kdy škola v Níhově existovala, se vystřídala řada učitelů, z nichž mnozí např. Vilém Kožnárek a Jan Vetiška jsou známi i starším občanům velkobítešským.
Stejně jako škola, byl v Níhově založen i jeden z prvních požárních sborů v okolí. Bylo to v roce 1893 za starostenství Jana Jaška.
Okupace obce, válečná léta a dny osvobození se podobaly v průběhu sousedním obcím. Po osvobození se začal i Níhov měnit: byly postaveny veřejné i obytné budovy, provedeny úpravy návsi a zbudována kanalizace, zřízena nová prodejna, hostinec Jednoty a další. V roce 1957 bylo v obci založeno JZD, které hospodařilo samostatné do roku 1970 a dosahovalo výborných výsledků. V tomto roce bylo sloučeno s JZD Lubné a v roce 1974 přešlo do JZD Horka v Křoví. Po změnách v politice zemědělského hospodaření se velké zemědělské celky rozpadají na menší. I družstevníci v Níhově si založili samostatné Hospodářské obchodní družstvo. V letech 1980–1991 byl Níhov součástí Velké Bíteše.
K 1. lednu 2005 byla obec Níhov společně s dalšími 23 obcemi převedena z okresu Žďár nad Sázavou (Kraj Vysočina) do okresu Brno-venkov (Jihomoravský kraj).

## Obyvatelstvo
| Rok            | 1869 | 1880 | 1890 | 1900 | 1910 | 1921 | 1930 | 1950 | 1961 | 1970 | 1980 | 1991 | 2001 | 2011 | 2021 |
| -------------- | ---- | ---- | ---- | ---- | ---- | ---- | ---- | ---- | ---- | ---- | ---- | ---- | ---- | ---- | ---- |
| Počet obyvatel | 288  | 291  | 269  | 290  | 249  | 242  | 244  | 180  | 249  | 255  | 232  | 184  | 206  | 206  | 244  |
| Počet domů     | 32   | 37   | 39   | 39   | 47   | 44   | 47   | 69   | 58   | 60   | 60   | 67   | 72   | 84   | 88   |

Vývoj počtu obyvatel

## Obecní symbolika
Návrh znaku a praporu vychází ze dvou atributů:
1. ze znaku místního vladyckého rodu Nihovců z Nihova, majícího ve znaku obecnou figuru rohů neznámých barev; stylizace rohů, užitých ve znaku Níhova, odpovídá způsobu kreslení této figury ve 14. století, tedy v období „heraldické klasiky“.
2. z atributu patrona místní sakrální stavby – jedná se o atribut sv. Václava – obecnou figuru koruna.

## Současné dění v obci
V roce 1997 proběhly oslavy 125. výročí postavení zdejší kaple sv. Václava. Ve stejném roce byla postavena mateřská škola, v roce 2000 byla obec plynofikována a v roce 2003 byl uveden do provozu obecní vodovod. V roce 2009 bylo započato s výstavbou tlakové kanalizace a čistírnou odpadních vod. Stavba byla dokončena v roce 2010. V roce 2012 proběhla přestavba tenisových kurtů na víceúčelové hřiště. V tomto roce také byly zřízeny nové oficiální internetové stránky obce. V roce 2013 proběhla rozsáhlá rekonstrukce v místním kulturním domě, která vedla k vytvoření nového zázemí pro pořádání akcí v parku za hospodou.

## Přehled kulturních akcí během roku
Během roku se v obci pravidelně konají následující akce:
- leden – tříkrálová sbírka
- únor – ostatky, dětský maškarní bál
- květen – oslava dne matek
- červen – dětský den
- září – Svatováclavská pouť
- říjen – uspávání broučků (lampionový průvod)
- listopad – výlovy okolních rybníků
- prosinec – Mikulášská nadílka, Svatoštěpánské koledování

## Pamětihodnosti
- Kaple sv. Václava
- Křížová cesta pod Chocholí

## Doprava

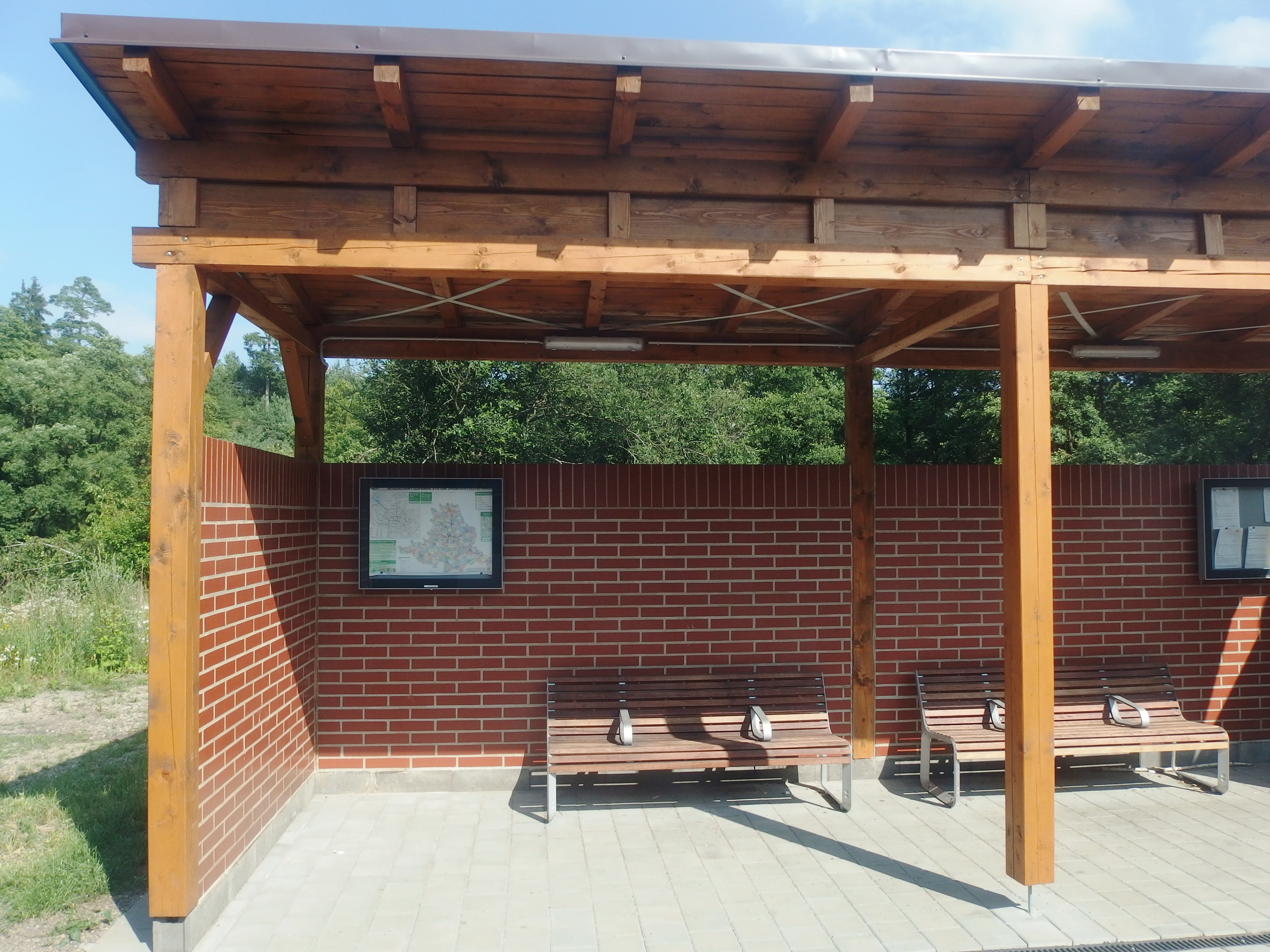
Železniční zastávka Níhov

Na jihovýchodním okraji katastru obce, při silnici do Katova, se nachází železniční zastávka Níhov ležící na železniční trati Havlíčkův Brod - Křižanov - Brno. Ve směru od Brna jde o poslední zastávku na území Jihomoravského kraje, proto je (od roku 2005) konečným resp. výchozím bodem mnoha vlakových spojů železniční linky Integrovaného dopravního systému Jihomoravského kraje S3.